# Чагарниця каштановоголова
Чагарни́ця каштановоголова (Pterorhinus mitratus) — вид горобцеподібних птахів родини Leiothrichidae. Мешкає в Малайзії, Індонезії та на крайньому півдні Таїланду.

## Опис
Довжина птаха становить 22-24 см. Забарвлення темне, попелясто-сіре. Тім'я і живіт каштанові, на лобі біле пір'я. Навколо очей білі кільця. На крилах білі смуги. Дзьоб жовтий. Виду не притаманний статевий диморфізм. Молоди птахи мають тьмяніше і більш коричневе забарвлення, ніж дорослі.

## Підвиди
Виділяють два підвиди:
- P. m. major (Robinson & Kloss, 1919) — Малайський півострів;
- P. m. mitratus (Müller, S, 1836) — Суматра.

Жовтодзьоба чагарниця раніше вважалася підвидом каштановоголової чагарниці.

## Поширення і екологія
Каштановоголові чяагарниці живуть у вологих гірських і рівнинних тропічних лісах, в чагарникових заростях і на полях. Зустрічаються на висоті від 900 до 3200 м над рівнем моря, на Суматрі подекуди на висоті від 500 м над рівнем моря.

## Поведінка
Каштановоголові чагарниці зустрічаються парами і невеликими зграйками по 4-5 птахів. Вони часто приєднуються до змішаних зграй птахів. Живляться переважно комахами, а також ягодами, плодами, насінням і равликами. Сезон розмноження триває з березня по травень на Малайському півострові і з лютого по березень на Суматрі. Гніздо чашоподібне, робиться з рослинних волокон і корінців, розміщується на висоті від 3 до 9 м над землею, в заростях папороті та епіфітів. В кладці 2 яйця. Каштановоголові чагарниці іноді стають жертвами гніздового паразитизму острівної зозулі (Hierococcyx bocki).

## Збереження
МСОП класифікує стан збереження цього виду як близький до загрозливого. Каштановоголовим чагарницям загрожує знищення природного середовища.